# Przyjacielska ścieżka

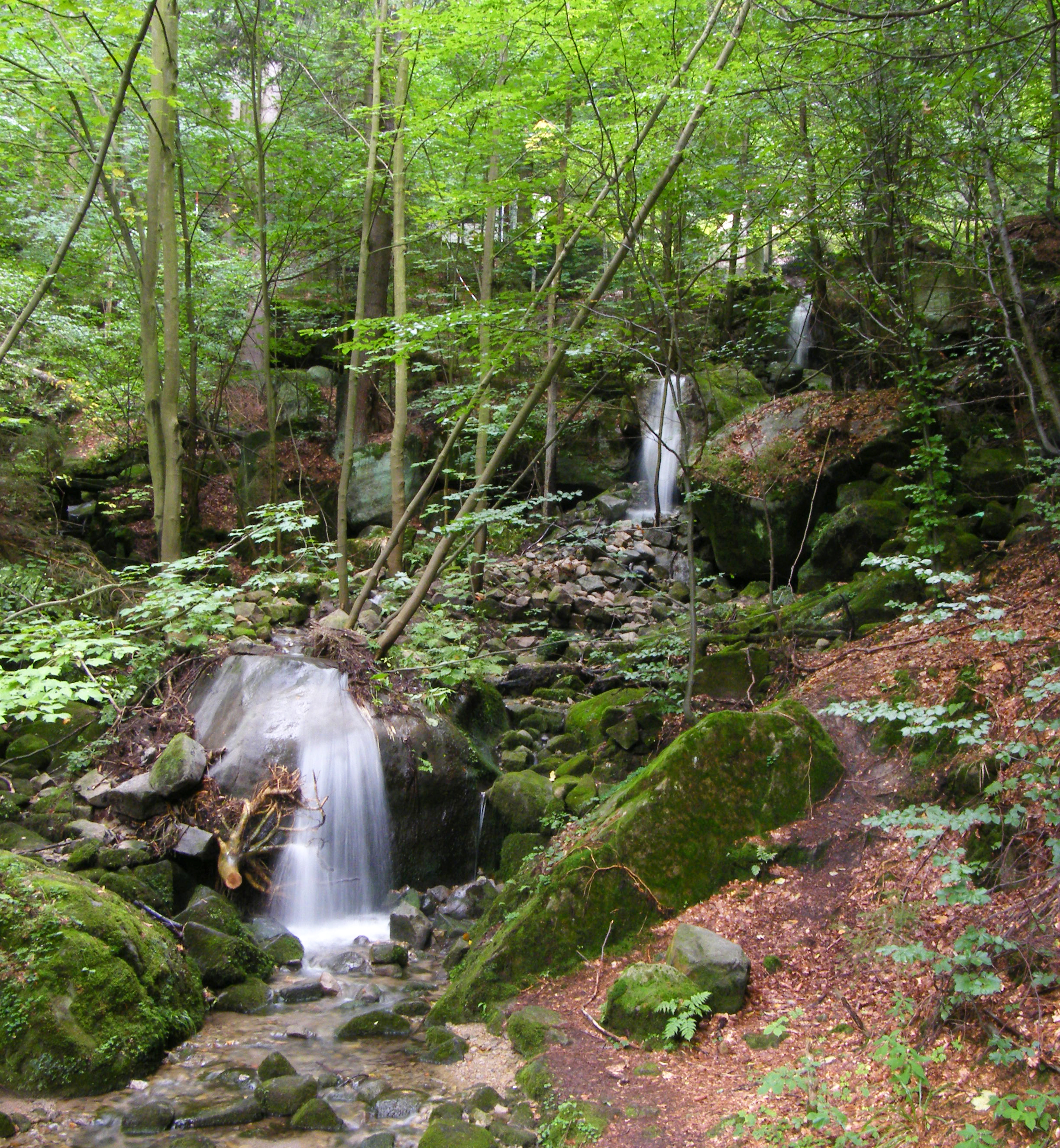
Wodospady Pośny

Przyjacielska ścieżka (niem. Leiersteg, Leiersteige) – ścieżka o długości około 1,1 km prowadząca od Drogi Stu Zakrętów do Karłówka, położona w Górach Stołowych.

## Położenie i opis
Przyjacielska ścieżka prowadzi od Drogi Stu Zakrętów do Karłówka i przebiega przy Wodospadach Pośny, położonych na krawędzi piętra środkowego w północno-wschodnim fragmencie stoliwa Gór Stołowych, na terenie Parku Narodowego Gór Stołowych. Ma około 1,1 km długości przy różnicy wzniesień około 120 m. Przy Przyjacielskiej ścieżce znajduje się stary kamienny drogowskaz wskazujący w języku niemieckim drogę do Wodospadów Pośny.

Wodospady Pośny w przeszłości uważano za niezwykle romantyczne i atrakcyjne miejsce Gór Stołowych.  W pobliżu wodospadów znajdowała się gospoda "Carls Rast", której właściciel Heinz Pokora obsługiwał kaskady na Pośnie, których celem było podniesienia atrakcyjności wodospadu. Stosował drewniane zastawki, potęgujące efekty spływającej wody. Obecnie zastawki są zaniedbane i suche w wyniku zbudowanego poniżej ujęcia wody pitnej. Woda w potoku zanikła, a tylko w okresie opadów w skalistym wąwozie tworzy się wodospad.

## Szlaki turystyczne
Ścieżką prowadzi  szlak turystyczny prowadzący z Radkowa przez Pasterkę na Szczeliniec Wielki i dalej.